# Ergastulum
L'ergastulum era una prigione sotterranea in uso ai tempi dei Romani per punire gli schiavi riottosi e che ospitava gli schiavi dediti a lavori particolarmente usuranti. Venne utilizzata anche per rinchiudere le grandi masse servili che si sarebbero rese pericolose qualora avessero vissuto nella villa servile e infatti ospitava anche loculi utilizzati come giaciglio per la notte. Probabilmente l'etimologia del termine è dar far risalire al greco ἐργαστήριον, con significato originario di "officina, fabbrica", pertanto centrale è la nozione di lavoro.
Negli ergastula però, spesso, vi finivano anche uomini di condizione libera, motivo per cui Augusto prima e Tiberio poi ordinarono delle ispezioni e in età tardo repubblicana, data l'enorme disponibilità di uomini, Mario, Pompeo e Silla ne trassero unità per i loro eserciti.
Adriano durante il suo impero (117-138) si adoperò in una serie di riforme che incisero profondamente nell'organizzazione militare, nell'urbanistica, nell'amministrazione e nella burocrazia e tra le altre cose pose fine anche alla politica espansionistica di Roma. In questo clima di cambiamento, volle che questi luoghi di lavoro e detenzione fossero dichiarati illegali.
Da quanto si comprende, dunque, l'idea di detenzione in questi luoghi si sovrapponeva all'idea di lavoro pesante e coercitivo. Non vi è però per lo schiavo, dato il diritto romano che prevedeva per quanti vivessero in tale condizione solo responsabilità penali, alcuna possibilità di evitare questo tipo di reclusione che doveva essere particolarmente temibile e degradante, date anche le testimonianze che ricordano come questi uomini fossero legati in catene e vivessero nello squallore, non di rado si verificarono episodi di suicidio che additano alla vittima una considerazione pessima, questo darsi la morte è esemplificativo della sua nequitia, ovvero della sua inettitudine in quanto strumento di lavoro, più che come essere umano. (Giulio Paolo, Digesto, 1, 43-44) 
Columella nell'opera De re rustica afferma che un ergastolo sotterraneo dovrebbe essere il più salutare possibile e dovrebbe essere illuminato da finestre con barre strette abbastanza lontane dal terreno da non essere possibile raggiungerle a mano.